# Жинжинья

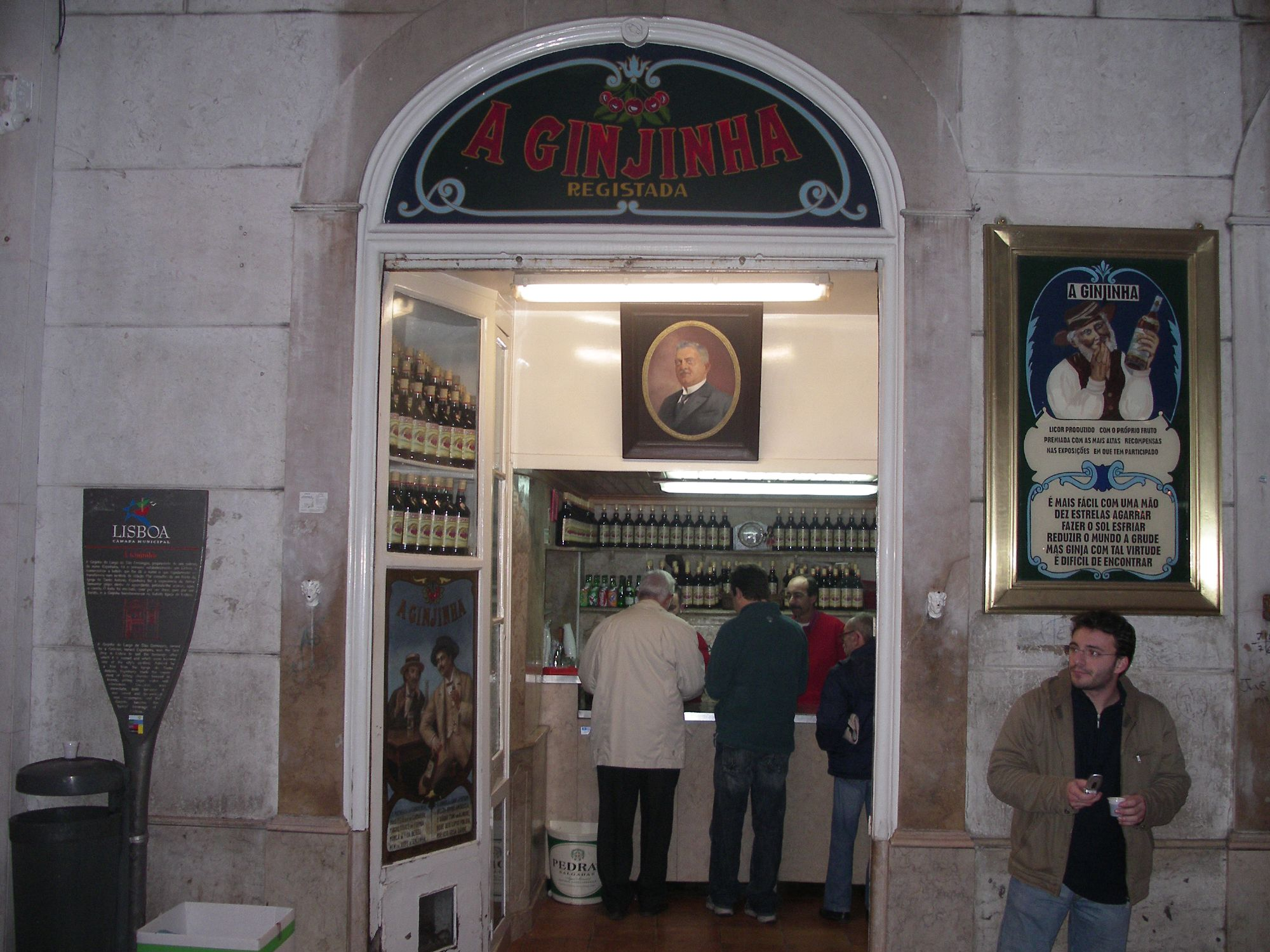
Лавочка по продаже жинжиньи в Лиссабоне

Жинжи́нья (жи́нжа, порт. Ginjinha, Ginja) — португальский ликёр, вырабатываемый из ягод вишни, настоянных на агуарденте (невыдержанном винном спирте) или бренди с добавлением сахара. Нередко в готовой жинжинье присутствуют целые вишнёвые ягоды. Жинжинья особо популярна в Лиссабоне, Обидуше, Алкобасе и ряде других городов страны. В Лиссабоне существует целый ряд маленьких лавок-баров, в которых можно продегустировать напиток. Жинжинью обычно употребляют из маленьких рюмок-шотов (а в Обидуше сохраняется традиция разливать ликёр по маленьким шоколадным чашечкам, служащим закуской).
Историю возникновения напитка связывают с послушниками лиссабонского монастыря São Domingos, в частности, с именем монаха церкви Святого Антония Франсиско Эшпинейрей (Francisco Espinheira), который в середине XVIII века экспериментировал с вишней и агуарденте. Получившийся ликёр быстро приобрёл популярность в столице.